# Норов, Александр Сергеевич
Алекса́ндр Серге́евич Но́ров (8 апреля 1797, Ключи, Саратовская губерния — 1870, Ключи, Саратовская губерния) — русский поэт, переводчик. Член Вольного общества любителей словесности, наук и художеств (с 1819). Автор перевода «Философического письма» П. Я. Чаадаева (1836)

## Биография
Александр Норов родился 8 апреля 1797 года (по другой версии 1798) в селе Ключи (ныне Ртищевский район Саратовской области) в дворянской семье. Отец — отставной майор, саратовский губернский предводитель дворянства Сергей Александрович Норов (1762 — 16 марта 1849); мать — Татьяна Михайловна Кошелева (1769 — 23 ноября 1838). Братьями Александра были А. С. Норов и В. С. Норов
Учился А. С. Норов в Благородном пансионе при Московском университете. В 1818 году он экзаменовался по языкам и наукам в Комитете испытания при Московском университете и получил аттестат. Был принят на службу в Московский архив коллегии иностранных дел. Александр Норов имел слабое здоровье, с детства после ушиба был горбат, подолгу числился «в отпуску», проживая в отцовском имении Надеждино Дмитровского уезда, в 73 верстах от Москвы. Норов состоял в кружке «Общество любомудрия». В 1830 году Александр Норов, получив чин коллежского асессора, поселился в деревне, где занялся литературным трудом.
Умер Александр Сергеевич Норов в 1870 году в селе Ключи Балашовского уезда Саратовской губернии.

## Творческая деятельность
Александр Норов сочинял стихи, а также переводил произведения французских поэтов Ламартина, Парни. С 1819 года являлся членом Вольного общества любителей словесности, наук и художеств. Он публиковался в таких журналах как «Благонамеренный» (1819—1821), «Вестник Европы» (1821), «Новости литературы» (1823), «Библиотека для чтения» (1834), «Русская Беседа» (1842).
В 1826 году стихотворение Александра Норова «Храм. Из Ламартина» было опубликовано на страницах альманаха «Урания», выпущенного в 1826 году М. П. Погодиным. В 1827 году в альманахе «Северная лира на 1827 год» вышло стихотворение «Утро девятого мая. К другу в день его рождения», обращённое к одному из бывших любомудров А. И. Кошелеву. Современники ценили такие стихотворения Норова как «Суворов», «Крестоносец», «К детям века сего», «Заговор нечестивых». В 1830 году А. С. Норов написал поэму «Мир», посвятив её П. Я. Чаадаеву.

### Перевод «Философического письма»
20 октября 1836 года в московском журнале «Телескоп» был опубликован перевод «Философического письма» Петра Чаадаева, в результате чего журнал был закрыт, а его издатель — Н. И. Надеждин сослан в Усть-Сысольск. Комиссию, созданную для рассмотрения дела о публикации этого письма, не могла также не заинтересовать личность переводчика. На допросе у обер-полицмейстера 1 ноября 1836 года П. Чаадаев сказал, что «письма сии переведены были давно, каким-то Норовым, но очень дурно, что он отдавая их, говорил и Надеждину, который отвечал: „На этот счёт не беспокойтесь, мы сами переведём“». Надеждин же утверждал, что статью получил уже на русском языке и фамилию переводчика не знает.
Поэт и переводчик Александр Норов, бывший к тому же в дружеских отношениях с Чаадаевым, сразу оказался под подозрением. Однако благодаря вмешательству старшего брата Авраама Сергеевича Норова его дело было закрыто. В своём письме от 3 декабря 1836 года генералу Бенкендорфу Авраам Сергеевич уверял, что «напечатанный перевод не его брата». Бенкендорф сделал пометку на этом письме: «ответить ему, что я знаю от Чаадаева, что перевод был плохо сделан, а потому исправлен. Его брату можно сообщить, что его дело кончено». При этом Бенкендорф дал понять, что ему известно, что Александр Норов является переводчиком, однако он оказывает услугу семье Норовых.